# 6841 Gottfriedkirch
6841 Gottfriedkirch è un asteroide della fascia principale. Scoperto nel 1960, presenta un'orbita caratterizzata da un semiasse maggiore pari a 2,2780778 UA e da un'eccentricità di 0,1364791, inclinata di 3,66778° rispetto all'eclittica.